# Hans Peter Hanssen

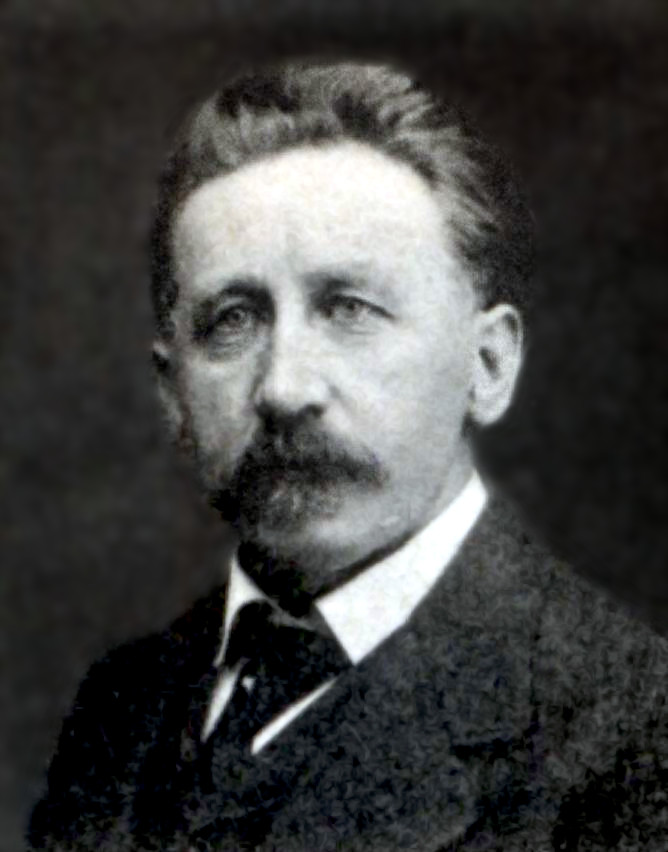
Hans Peter Hanssen als Reichstagsabgeordneter 1912

Hans Peter Hanssen, meist H. P. Hanssen oder auch H. P. Hanssen-Nørremølle geschrieben, (* 21. Februar 1862 auf Nørremølle bei Satrup im Sundewitt; † 27. Mai 1936 in Apenrade) war ein dänischer Politiker und Journalist. Er war die treibende Kraft bei der Lösung Nordschleswigs vom Deutschen Reich und dessen Eingliederung nach Dänemark nach dem Ersten Weltkrieg.

## Leben

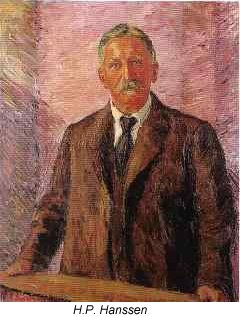
Hans Peter Hanssen

Hanssen wuchs im bäuerlichen Milieu auf der Halbinsel Sundewitt auf, die seinerzeit zum Kreis Sonderburg gehörte. Nach Studien in Kopenhagen, Berlin und Leipzig kehrte er in seine Heimat zurück und wurde 1888 Sekretär des von ihm mitbegründeten Nordschleswigschen Wählervereins, der politischen Vereinigung der dänischen Nordschleswiger. 1893 kaufte er die Tageszeitung Hejmdal in Apenrade und wurde deren Herausgeber und Chefredakteur. Das Blatt wurde schnell zu einer der führenden dänischen Stimmen im Landesteil.
1896 zog Hanssen erstmals als Vertreter des Wahlkreises Hadersleben-Sonderburg in den preußischen Landtag ein. Seine realpolitische Haltung brachte ihn jedoch in Gegensatz zum fundamentalistischen Flügel des Wählervereins um den Reichstagsabgeordneten Jens Jessen, Chefredakteur der größten dänischen Tageszeitung im Landesteil, Flensborg Avis. Nach Jessens Tod 1906 zog Hanssen auch in den Reichstag ein und war nun unbestritten der wichtigste Sprecher der dänischen Volksgruppe. Er versuchte weiterhin, durch eine Politik der Zusammenarbeit mit den deutschen Behörden und deutschen Parlamentariern die Rechte der dänischen Volksgruppe zu sichern, ohne jedoch das Ziel der Vereinigung des Landesteils mit Dänemark aus den Augen zu verlieren. 1908 zog er sich aus dem Landtag zurück, blieb jedoch Mitglied des Deutschen Reichstags.
Nach der Niederlage des Deutschen Kaiserreichs im Ersten Weltkrieg, an dem Dänemark nicht teilgenommen hatte, sah Hanssen die Gelegenheit gekommen, die Frage der staatlichen Zugehörigkeit Schleswigs wieder auf die politische Tagesordnung zu setzen. Gemäß der Doktrin von US-Präsident Woodrow Wilson, wonach Staatsgrenzen nach dem Selbstbestimmungsrecht der Völker gezogen werden sollten, forderte er unter anderem auf der Reichstagssitzung vom 22. Oktober 1918  eine Volksabstimmung im Lande. Dem stimmte nach der Novemberrevolution die neue deutsche Regierung in einem Schreiben des Staatssekretärs Wilhelm Solf im Außenministerium zu. Die dänische Regierung unter Carl Theodor Zahle brachte die Forderung nach einer Abstimmung mit Erfolg bei der alliierten Waffenstillstandskommission ein. Hanssen wurde im Juni 1919 als Minister für nordschleswigsche Angelegenheiten in die dänische Regierung aufgenommen und führte seither die dänischen Verhandlungen bezüglich des Modus der Volksabstimmung, die in den Versailler Vertrag eingehen sollte. Zum Missfallen der dänischen Opposition, die eine Grenze entlang der historischen Südgrenze des Herzogtums Schleswig an der Eider, zumindest aber unter Einbeziehung der Stadt Flensburg forderte, beharrte Hanssen auf dem Prinzip, dass nur die mehrheitlich dänischen Landesteile auch Teil des dänischen Staates werden sollten. Es gelang ihm, für die nördliche 1. Zone eine En-bloc-Abstimmung durchzusetzen. Zu dieser kamen auch deutsch dominierte Gemeinden wie Hoyer und Tondern, deren deutsche Mehrheit in der absoluten Bevölkerungszahl jedoch für Dänemark zu verkraften wäre. Bei der wesentlich größeren Stadt Flensburg hatten Hanssen und sein Kreis jedoch größere Bedenken.
Nachdem es gelungen war, die 1. Zone mit 75 % der dänischen Stimmen nach Dänemark zu holen, während die 2. Zone einschließlich Flensburgs bei Deutschland verblieb, hatte Hanssen sein großes politisches Ziel erreicht (→Ergebnisse der Volksabstimmung in Schleswig 1920). Als Minister für die schleswigschen Landesteile blieb er eine der wichtigsten Personen bei der praktischen Eingliederung des Landesteils in den dänischen Staat und die dänische Gesellschaft. Hanssen schloss sich der rechtsliberalen Partei Venstre an. 1926 schied er aus dem Folketing aus und zog sich allmählich aus der Politik zurück. Doch blieb er im Hintergrund ein einflussreicher Ratgeber. Zu seiner Politik gehörte es, dass die nördlich der neuen Grenze verbliebene deutsche Volksgruppe sämtliche Minderheitenrechte genießen sollte, damit sie sich mit dem dänischen Staat identifizieren und sich schließlich freiwillig assimilieren sollte.
1936 starb H. P. Hanssen in Apenrade. Ihm zu Ehren wurden im Landesteil zahlreiche kleinere Denkmäler errichtet.